# Texada Island
Texada Island är en ö i Kanada.   Den ligger i provinsen British Columbia, i den sydvästra delen av landet, 3 600 km väster om huvudstaden Ottawa. Arean är 301 kvadratkilometer.
Terrängen på Texada Island är kuperad. Öns högsta punkt är 869 meter över havet. Den sträcker sig 35,1 kilometer i nord-sydlig riktning, och 37,1 kilometer i öst-västlig riktning.
I omgivningarna runt Texada Island växer i huvudsak barrskog. Trakten runt Texada Island är nära nog obefolkad, med mindre än två invånare per kvadratkilometer.